# Hans G Helms

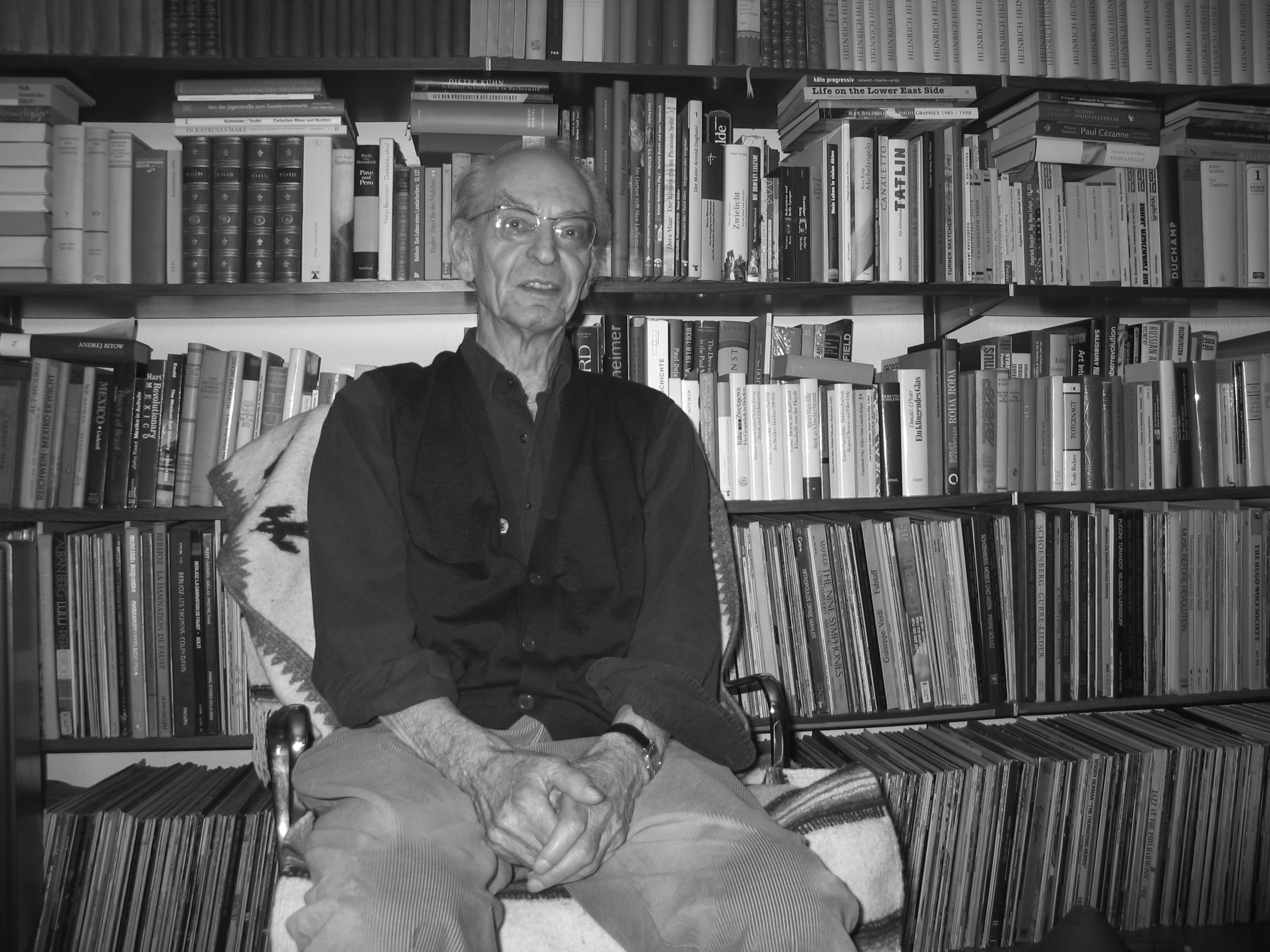
Hans G Helms (2009)

Hans G Helms (* 8. Juni 1932 in Teterow; † 11. März 2012 in Berlin-Friedrichshain) war ein deutscher Schriftsteller und Komponist, Ideologiekritiker, Sozial- und Wirtschaftshistoriker.

## Leben
Helms wurde 1932 in der mecklenburg-schwerinschen Kleinstadt Teterow geboren. Er stammte aus einer deutsch-jüdischen Familie, die den Holocaust dank gefälschter Papiere in Deutschland überlebte. Kindheit und Jugend verbrachte er in Teterow mit häufigen Aufenthalten in Rostock und Berlin. Er wuchs dreisprachig auf: Deutsch, Jiddisch und Englisch. Im Alter von fünf Jahren erhielt er von einer weißrussischen Lehrerin Musikunterricht in den Fächern Klavier, Theorie, Geschichte.         Während des Nationalsozialismus lernte er durch heimliches Hören von „Feindsendern“  Swing und modernem Jazz (Bebop), welche er als Befreiungsmusik empfand. 
Ab 1946 mit einem Nansen-Pass im Exil lebend, lernte Helms in Wien bei Hans Koller Tenorsaxophon. 1950 bis 1953 spielte er in Schweden unter anderem mit Charlie Parker, Buddy DeFranco, Gene Krupa. Außer mit Jazz beschäftigte er sich mit Neuer Musik (Charles Ives, Henry Cowell, Hanns Eisler und der Zweiten Wiener Schule). 1954/55 arbeitete Helms in Wien für die Rundfunkanstalten „Ravag“ und Sender Rot-Weiß-Rot und in Salzburg für den US-Militärsender „Blue Danube Network“. Für diesen erfand er das Sendeformat Jazz & Lyrik mit Lesungen von Lyrik und Prosa von Edgar Allan Poe bis Edward Estlin Cummings und Langston Hughes zu modernem Jazz.
Auf USA-Reisen führte Roman Jakobson an der Harvard University Helms in die vergleichende Sprachwissenschaft ein, während er in Boston und New York die jüngsten Entwicklungen des Jazz unter anderem mit Lennie Tristano studierte. 1954 gab er das Saxophonspiel auf, um sich der schriftstellerisch-kompositorischen Arbeit zuzuwenden. Daneben betrieb er Privatstudien der Philosophie und Soziologie bei Theodor W. Adorno, Max Horkheimer und Siegfried Kracauer, denen er freundschaftlich verbunden war. Infolgedessen waren seine frühen kultur- und gesellschaftskritischen Arbeiten von der Kritischen Theorie beeinflusst, während seine späteren ideologiekritischen, sozialen und politökonomischen Analysen sich auf private Studien mit dem Marx-Engels-Biographen Auguste Cornu und dem marxistischen Sozial- und Wirtschaftshistoriker Jürgen Kuczynski stützten. Helms nennt Kracauer und Kuczynski seine wichtigsten Lehrer.
Seine 1955 begonnene schriftstellerisch-kompositorische Arbeit setzte Helms ab 1957 in Köln fort, um mit dem Komponisten Gottfried Michael Koenig im Studio für Elektronische Musik am WDR zusammenzuarbeiten. Beraten von Werner Meyer-Eppler, dem Bonner Phonetiker und Begründer der Informationstheorie, der bereits Herbert Eimert und Karlheinz Stockhausen zur Seite gestanden hatte, führte er mit Koenig Klanganalysen und phonetische Experimente durch, die linguistische Studien ergänzten.
Während Helms mit Stockhausen im Studio für Elektronische Musik intensiv diskutierte, ergaben sich – zuerst bei den Donaueschinger Musiktagen und den Darmstädter Ferienkursen für Neue Musik – enge Verbindungen zu Pierre Boulez, Bruno Maderna und John Cage. 1959 gehörte er zu den Künstlern, die Nam June Paik halfen, dessen Hommage à John Cage in Düsseldorf uraufzuführen. Helms übersetzte Cages lectures und versuchte, durch Radiofeatures und Schriften Verständnis für dessen Konzeptionen zu wecken; ebenso für die von Charles Ives.
In Helms’ Wohnung bildete sich ein Zirkel, dem neben Koenig und dem Musikwissenschaftler Heinz-Klaus Metzger unter anderem die Komponisten György Ligeti, Franco Evangelisti, Wolf Rosenberg und Mauricio Kagel angehörten. Dieser polylinguale Kreis bemühte sich um eine analytische Lektüre von James Joyce’ Roman Finnegans Wake. Auch wenn Adorno Joyce neben Proust als entscheidenden Bezug für Helms’ Kompositionen im Grenzbereich zwischen Sprache und Musik hielt, sieht Helms in Gottlieb Wilhelm Rabener, Jean Paul, Laurence Sterne, Edgar Allan Poe, E. T. A. Hoffmann und Robert Walser seine wichtigsten Lehrer im literarischen Bereich und in Hector Berlioz, Gustav Mahler, Charles Ives, John Cage und den seriellen Komponisten im musikalischen. Vor diesem Hintergrund komponierte er sein Fa:m’ Ahniesgwow, die Geschichten von Yahud und den Daidalos, letzteren als Gemeinschaftsarbeit mit Hans Otte. Es folgten GOLEM und KONSTRUKTIONEN, schließlich gemeinsam mit John Cage die filmische Komposition BIRDCAGE.
Helms’ musikalische Experimente erregten die Aufmerksamkeit von Theodor W. Adorno. Nachdem beide Anfang der 1960er Jahre Bekanntschaft geschlossen hatten, wurde Helms „Privatschüler“ Adornos und befasste sich intensiv mit der Kritischen Theorie, insbesondere mit deren marxistischen Grundlagen. Dabei entdeckte er Max Stirner, dessen Werk Der Einzige und sein Eigentum 1845/46 Marx zu heftiger Kritik provoziert und zur Konzeption des Historischen Materialismus veranlasst hatte. Stirners Einzigem und seiner Rezeption widmete Helms nun sehr detaillierte Studien, aus denen 1966 sein literarisches opus magnum, das Buch Die Ideologie der anonymen Gesellschaft, hervorging. Dieses Werk und eine von ihm herausgegebene gekürzte Ausgabe von Stirners Schrift trugen zur Wiederentdeckung dieses seit einem halben Jahrhundert weitgehend vergessenen Autors bei.
Helms sah sich mit seiner Stirner-Kritik in der Tradition sowohl von Marx als auch von einigen zeitgenössischen Marxisten, die bereits „den Eiterherd wahrgenommen“ und Stirners „aktuelle Gefährlichkeit“ erkannt hätten: „Die ideologische Lage in der Bundesrepublik Deutschland war der Anlass, ihre gefährliche Entwicklung der Motor dieser Arbeit.“ Helms vertritt in seiner Schrift die Auffassung, dass Stirner die „erste konsequente Formulierung … der Ideologie der Mittelklasse“ geschaffen habe; weiterhin, „dass Hitler eine spezifisch mittelständische Ideologie artikuliert hat und dass Stirnerianismus und Nationalsozialismus Variationsformen desselben faschistischen Ungeists sind.“ Weil dieser Ungeist in der von der Mittelklasse beherrschten BRD fortlebe, habe er zu dessen Bekämpfung sein Buch geschrieben.
Nach diesen ideologiekritischen Arbeiten wandte sich Helms ab Mitte der 1960er Jahre zunehmend politökonomischen Analysen der internationalen Kapitalkonzentration zu. Ab 1967 experimentierte er auch mit der filmischen Umsetzung von Analysen der zeitgenössischen Musik, vor allem aber der Stadt- und Transportentwicklung seit Beginn der Industrialisierung. Er betrachtete Funk und Fernsehen als wirkungsvolle Medien zur Vermittlung gesellschaftskritischer Inhalte. Auf Wunsch der Universität Bremen promovierte Helms dort 1974 kumulativ auf der Grundlage seiner Publikationen Die Ideologie der anonymen Gesellschaft und Fetisch Revolution zum Dr. rer. pol. Auf eine Berufung verzichtete er, weil sie seinen field research beeinträchtigt hätte. Neben Referaten und Lehrveranstaltungen in west- wie osteuropäischen Ländern, Jamaica, Venezuela, Kanada und den USA hatte er 1976–1978 Gastprofessuren an der University of Illinois (Urbana, IL) inne. Ab 1978 lebte er in New York.
In den USA und Kanada untersuchte er die rapide fortschreitenden Computer- und Telekommunikationstechnologien sowie die Automation in Industrie, Handel und Verwaltung und deren Auswirkungen auf die Arbeitswelt. Er analysierte auch die Effekte der Technologien auf die Kapitalkonzentration, auf das Transportwesen und den Städtebau. Dabei setzte er vorwiegend auf Labor- und Betriebsbesichtigungen und auf Interviews mit Wissenschaftlern, Planern, Unternehmern und Arbeitenden. Die jeweiligen Forschungsergebnisse verarbeitete er zu Funk- und Fernsehproduktionen für die ARD-Anstalten und den Deutschlandfunk oder veröffentlichte sie in Büchern, wissenschaftlichen Zeitschriften, Gewerkschaftsorganen, Wochen- und Tageszeitungen.
1989 kehrte Helms nach Deutschland zurück und ließ sich wieder in Köln nieder; 2003 zog er nach Berlin. 1993 nahm er mit dem literarisch-musikalischen Münchhausen-Projekt als „work in progress“ seine künstlerische Arbeit wieder auf. Im Zusammenhang damit betrieb er Faschismus-Forschung und Studien zur Entwicklungsgeschichte der Juden in Osteuropa. Er schrieb über Kapitalkonzentration, Städtebau und die Konsequenzen der Elektronisierung in allen gesellschaftlichen Bereichen.
Helms wurde am 17. März 2012 in Berlin-Friedrichshain beigesetzt. Bei seiner Beerdigung sprach Thomas Kuczynski, zudem spielte der Musiker Tristan Honsinger Cello.

## Werke

### Künstlerische Arbeiten
- Fa:m’ Ahniesgwow. Experimentelle Sprach-Musik-Komposition/Hörspiel. DuMont-Schauberg, Köln 1959/60
- Text for Bruno Maderna. Umgesetzt und inkorporiert von Bruno Maderna in dessen Dimensione II und Hyperion. Köln 1959, Milano 1959, 1964 ff.
- Daidalos. Komposition in sieben Szenen für vier Sänger und Instrumentalensemble. Mit Hans Otte. 1961
- Yahud-Geschichten. Lese- und Hörstücke. 1961–65 (unvollendet)
- Golem. Polemik für neun Vokalsolisten. 1962
- Konstruktionen für 16 Chorstimmen nach Sätzen aus dem „Manifest der Kommunistischen Partei“ (1848) von Karl Marx und Friedrich Engels. 1968
- Birdcage - 73'20.958" for a Composer. Filmkomposition. Mit John Cage. 1972
- Fa:m’ Ahniesgwow. Radiophone Stereofassung einiger Teile der Sprach-Musik-Komposition. Köln 1979
- Hieronymus-John von Münchhausen: Fabulierer, Adventurer, Erfinder Neuer Klangwelten. In: Jahresring 40: Mythologie der Aufklärung – Geheimlehren der Moderne. (Hg: Beat Wyss). Verlag Silke Schreiber, München 1993
- Rapprochements à John Cage. Eine Radiokomposition mit der integrierten Music of Changes von John Cage. Köln und Baden-Baden 1995–96. – Verbalpartitur in: Protokolle 1–2/1997

### Literarische Arbeiten
- Marihuana. In: Jazz-Podium. Nr. 6/III. Jahrg. Juni 1954 u. Nr. 8/III. Jahrg. August 1954.
- Zu John Cages Vorlesung „Unbestimmtheit“. In: Die Reihe, v, 1959
- Der Komponist Charles Ives. In: Neue Zeitschrift für Musik, cxxv, 1964
- Die Ideologie der anonymen Gesellschaft. Max Stirners „Einziger“ und der Fortschritt des demokratischen Selbstbewußtseins vom Vormärz bis zur Bundesrepublik. DuMont Schauberg, Köln 1966
- Über die gesellschaftliche Funktion der Kritik. In: Kritik – von wem/für wen/wie. (Hg.: Peter Hamm). Hanser, München 1968
- Fetisch Revolution – Marxismus und Bundesrepublik. Luchterhand, Neuwied und Berlin 1969
- Zur politischen Ökonomie des Transportwesens. In Architektur und Städtebau im 20. Jahrhundert. Band 1. (Hg.: Joachim Petsch). VSA, Berlin 1974
- Auf dem Weg zum Schrottplatz. Zum Städtebau in den USA und in Canada. Pahl-Rugenstein, Köln 1984
- Künstliche Intelligenz. Eine Studie ihrer historischen Entwicklung, ihrer Triebkräfte und ihrer sozio- und politökonomischen Implikationen. Selbstverlag, New York 1985
- Geschichte der industriellen Entwicklung Berlins und deren Perspektiven. In: Berlin: Global City oder Konkursmasse? Eine Zwischenbilanz zehn Jahre nach dem Mauerfall. (Hg.: Albert Scharenberg). Karl Dietz, Berlin 2000
- Musik zwischen Geschäft und Unwahrheit (= Musik-Konzepte, Heft 111, Hg.: Heinz-Klaus Metzger und Rainer Riehn). edition text+kritik, München 2001
- Zu Albert Speers Bürokratie der systematischen Verelendung und Deportation der Berliner Juden. In: Zeitschrift Marxistische Erneuerung. Z. 51, 2002
- Zu Kompromissen nicht bereit. Erlebnisse und Erfahrungen mit Franco Evangelisti. In: hin zu einer neuen Welt. Notate zu Franco Evangelisti. (Hg.: Harald Muenz) Pfau, Saarbrücken 2002
- Oświęcim - Oshpitsin - Auschwitz. Zentrum jüdischen Lebens, Stätte des Massenmords. Chronik einer polnischen Stadt. Verlag 8. Mai, Berlin 2007

Herausgeber und Mitautor:
- Max Stirner: Der Einzige und sein Eigentum und andere Schriften. Hanser, München 1968
- Robert Walser: Basta. Prosastücke aus dem Stehkragenproletariat. Ausgewählt und mit einem einleitenden Essay (Zur Prosa Robert Walsers (1878-1956)). Kiepenheuer & Witsch, Köln / Berlin 1970
- Petr Kropotkin: Die Eroberung des Brotes und andere Schriften. Hanser, München 1973
- Kapitalistischer Städtebau. (mit Jörn Janssen) Luchterhand, Neuwied und Berlin 1970
- Die Stadt als Gabentisch. Beobachtungen der aktuellen Städtebauentwicklung. Reclam, Leipzig 1992

Sammelband
- Konstruktionen. Texte zur Musik und Kunst 1954-2010, Hg. v. Stefan Fricke, Achim Huber. Büdingen: Pfau, 2016, ISBN 978-3-89727-543-0.

## Diskographie
- Fa:m’ Ahniesgwow. Experimentelle Sprach-Musik-Komposition/Hörspiel. Erste Gesamtaufnahme des Werkes (Ensemble sprechbohrer: Sigrid Sachse, Harald Muenz, Georg Sachse). WERGO/HR, Mainz 2011. Preis der deutschen Schallplattenkritik, Vierteljahresliste 3/2011.